# Accademia Cesarea Leopoldina
La Accademia Cesarea Leopoldina (in tedesco Deutsche Akademie der Naturforscher Leopoldina, in latino Sacri Romani Imperii Academia Caesarea Leopoldino-Carolina Naturae Curiosorum), è un'accademia istituita nel 1652 ad opera di Iohannes Laurentius Bausch, Iohannes Michael Fehr, Balthasar Metzger e Georgius Balthasar Wohlfahrt e prende il nome dall'Imperatore del Sacro Romano Impero Leopoldo I d'Asburgo. È la più antica società scientifica e medica nel mondo di lingua tedesca e la più antica accademia permanente di scienze naturali del mondo.
Inizialmente un istituto privato, a partire dal 2008 è diventata un'accademia nazionale e ha il patrocinio del Presidente federale della Germania. L'idea alla base dell'istituzione di un'accademia nazionale era quella di creare un'istituzione pubblica che, indipendentemente dagli interessi economici o politici, si occupasse scientificamente di importanti questioni sociali future, comunicasse i risultati alla politica e al pubblico e rappresentasse tali questioni a livello nazionale e internazionale.
Tra i più illustri membri si possono annoverare Cristina Bicchieri, Wilhelm Jacob van Bebber, Marie Curie, Max Planck, Otto Hahn e Albert Einstein.
Ha la propria sede ad Halle, in Sassonia.

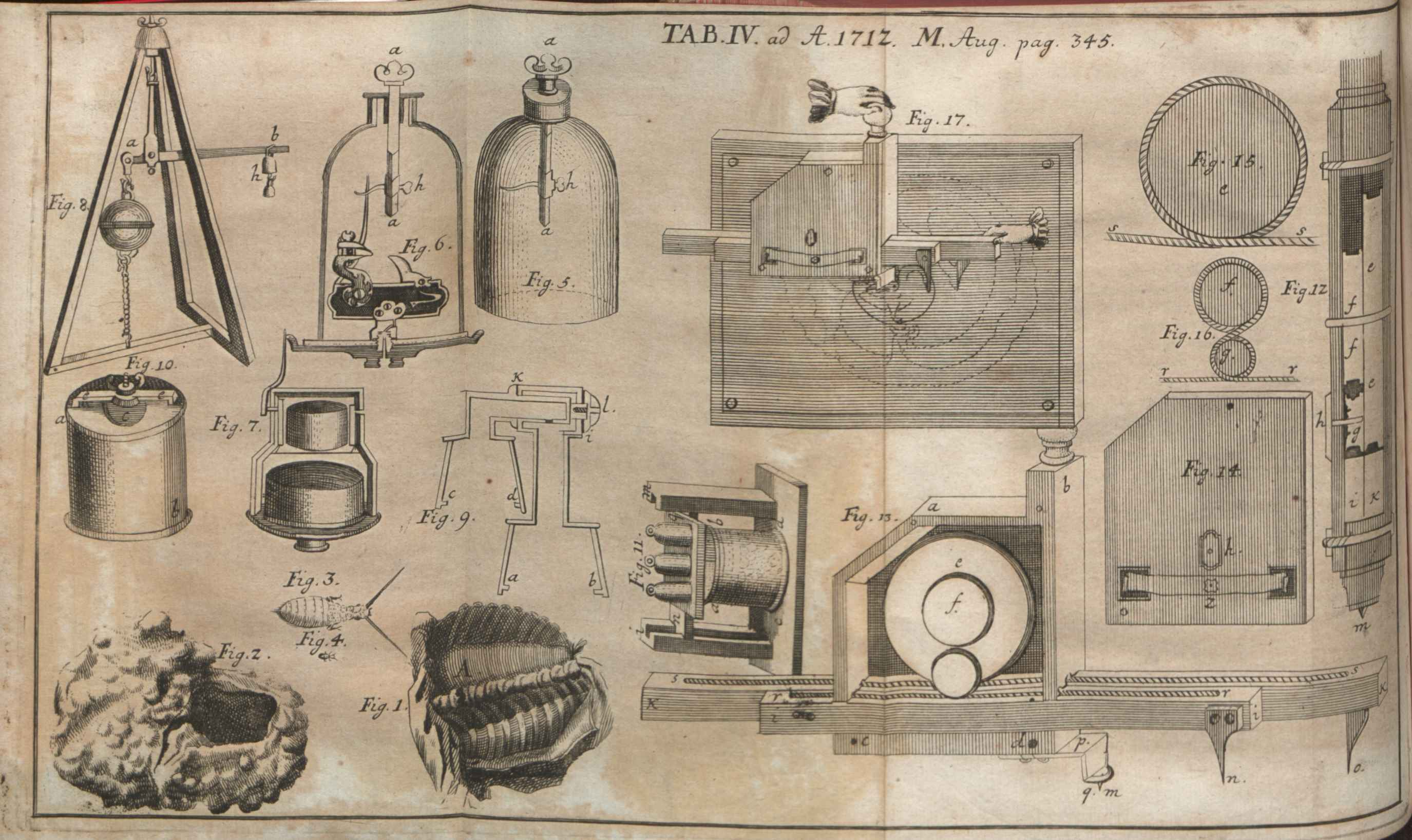
Un'illustrazione degli Acta Eruditorum del 1712 dove sono state pubblicate le Naturae Curiosorum Ephemerides

## Presidi

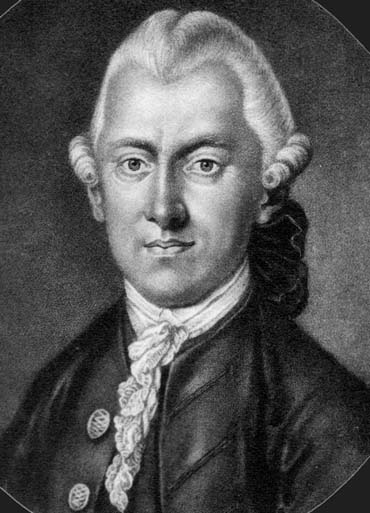
Johann Christian Daniel von Schreber

- 1652–1665: Ioannes Lorentius Bausch
- 1666–1686: Ioannes Michael Fehr
- 1686–1693: Ioannes Georgius Volckamer
- 1693–1730: Lukas Schröck
- 1730–1735: Ioannes Iacobus Baier
- 1735–1769: Andreas Elias Büchner
- 1770–1788: Ferdinandus Iacobus Baier
- 1788–1791: Henricus Fridericus Delius
- 1791–1810: Ioannes Christianus Daniel von Schreber
- 1811–1818: Fridericus von Wendt
- 1818–1858: Christianus Gottfridus Daniel Nees von Esenbeck
- 1858–1862: Dietrich Georg von Kieser
- 1862–1869: Carolus Gustavius Carus
- 1870–1878: Gulielmus Fridericus Behn
- 1878–1895: Hermanus Knoblauch
- 1895–1906: Carolus von Fritsch
- 1906–1921: Albertus Wangerin
- 1921–1924: Augustus Gutzmer
- 1924–1931: Ioannus Walther
- 1932–1950: Emilius Abderhalden
- 1952–1953: Otto Schlüter
- 1954–1974: Kurt Mothes
- 1974–1990: Henricus Bethge
- 1990–2003: Benno Parthier
- 2003-2010: Volker ter Meulen
- dal 2010: Jörg Hacker